# 沈琼 (1911年)
沈琼（1911年—2005年3月30日），医学家。中国食管细胞学的创始人。

## 生平
四川蓬安人，就读于当时内迁成都的国立中央大学医学院（今第四军医大学），1945年毕业。
1950年代起支援河南医药卫生及教育事业，在河南医学院(1984年改名河南医科大学，2000年合并成为郑州大学医学院)工作。
1959年沈琼到太行山区林县等食管癌高发区现场，从事食管癌的早期诊断和综合防治研究，研制出食管细胞采取器，并创立了食管诊断细胞学。